# Guillem VI d'Aquitània

França vers 1030

Guillem IV de Poitiers i VI d'Aquitània el Gras (1005-1038) fou comte de Poitou (1030-1038) fill de Guillem V d'Aquitània (III de Poitiers) i d'Adalmodis de Gavaldà. Va succeir al seu pare quan va morir el 31 de gener del 1030. Es va casar amb Eustàquia de la petita noblesa aquitana, el que va indisposar al comte i duc amb la noblesa principal que desapareix a les referències dels placitums celebrats pel comte; quasi al mateix temps. Simultàniament Agnès de Borgonya vídua de Guillem el Gran va abandonar la cort i l'1 de gener de 1032 es va casar a un senyor força més jove, Jofré I Martell comte de Vendôme i fill del comte d'Anjou Folc III Nerra (al que va succeir el 1040 com a Jofré II d'Anjou); aquest no va aprovar el matrimoni i va tenir relacions difícils amb el seu fill.
Agnès va organitzar una lliga de senyors aquitans contra Guillem el Gras per a la qual va obtenir el suport del vescomte Jofré II de Thouars i dels seus vassalls. El 1033 Jofré Martell va abandonar Saumur al capdavant d'un exèrcit i va entrar a Poitou, anant a territori del seu aliat el vescomte de Thouars. Al mateix temps l'exèrcit del duc Guillem era a Moncontour, a uns 15 km al sud-est. Els dos exèrcits es van trobar prop de l'altura de Mont-Couer à Taizé. Jofré Martell va aconseguir la victòria en la batalla que va seguir i va fer presoner a Guillem (20 de setembre de 1033) prop de Saint-Jouin-de-Marnes. El bisbe de Poitiers, Isembert, i l'esposa de Guillem, Eustàquia, van aconseguir mantenir la unitat del ducat i dirigir el comtat. Guillem no va recuperar la llibertat fins al 1037, mitjançant el pagament d'un rescat. Va reprendre la lluita però fou derrotat i va haver de renunciar a l'illa d'Oléron. Guillem i Eustàquia no va tenir fills.
Va morir el 15 de desembre de 1038 i fou enterrat a Maillezais. El successor legítim fou el duc Odó o Eudes de Gascunya (conegut també com a Odó de Poitiers), per la seva mare Brisca, segona esposa de Guillem el Gran, germana de Sanç V Guillem de Gascunya.